# Ponor (Berane)
Ponor es un pueblo ubicado en el municipio de Berane, en Montenegro.

## Demografía
Hasta 2011 la población era de 59 habitantes, conformada por 18 hogares y 25 viviendas.
| 142                                                              | 210 | 169 | 226 | 269 | 175 | 65 | 59 |
| (Fuente: Population statistics of Eastern Europe & former USSR.) |     |     |     |     |     |    |    |

| Etnicidad                                           | Número | Porcentaje |
| --------------------------------------------------- | ------ | ---------- |
| Bosnios                                             | 62     | 95,38 %    |
| Otros                                               | 3      | 4,61 %     |
| Fuente: Republic of Montenegro. Statistical Office. |        |            |